# Palau Oriol
El Palau Oriol és un edifici situat al carrer de la Rosa, 6 de Tortosa (Baix Ebre), catalogat com a bé cultural d'interès local. Actualment és, juntament amb el Palau Despuig, la seu del Conservatori de Música de Tortosa.

## Història

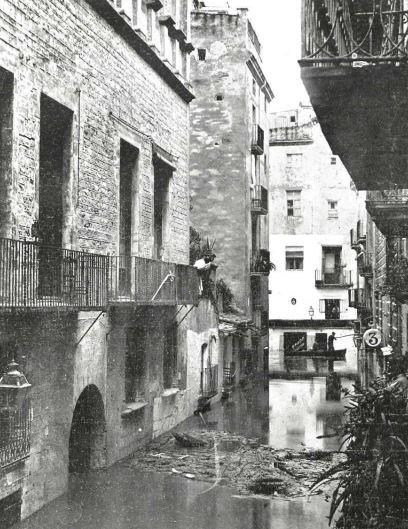
Aiguats de 1907

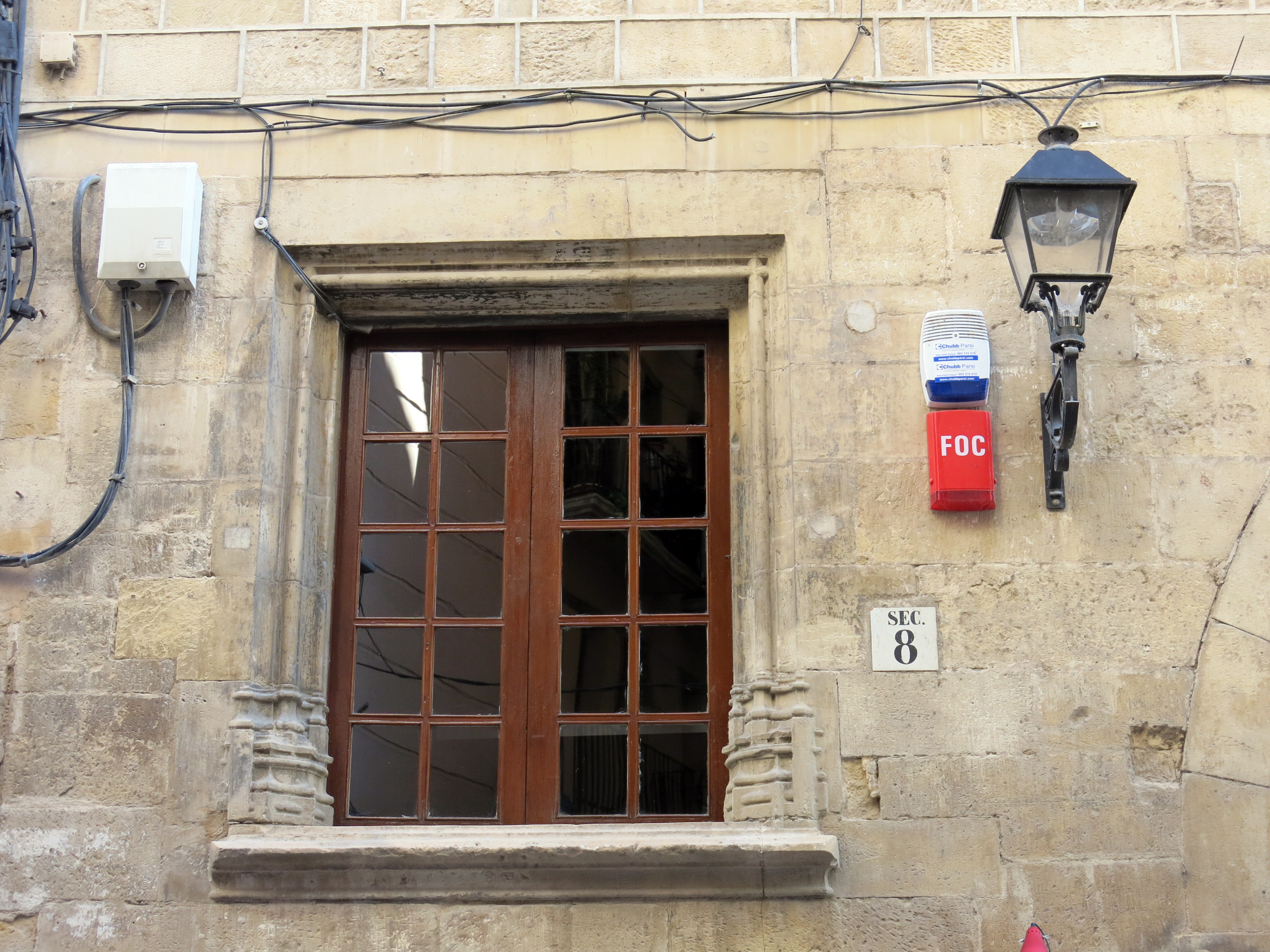
Finestra de la planta baixa

Possiblement formava part del solar que Ramon Berenguer IV va cedir al cavaller rossellonès, pels serveis prestats en la reconquesta de la zona. La similitud constructiva i els elements de comunicació amb el Palau Despuig fan pensar que al segle xv eren encara una mateixa construcció.
Va ser propietat de la família Marco, que enllaçà amb els Bellet pel matrimoni entre Marianna de Marco (1704-1749) i el coronel Baltasar de Bellet (†1742). El 1760, el seu fill Vicenç de Bellet i de Marco (1726-1782) va rebre el títol de marquès de Bellet de Mianes. Es va casar en segones noces amb Felipa Wyts de la Bouchardrie i de Valencià (†1782), filla del mariscal de camp de la Guàrdia Valona Felip Maximilià Wyts de la Bouchardrie (1697-1762) i de Maria Francesca de Valencià i Balaguer, i va ser succeït pels seus fills Benet (1766-1814) i Baltasar de Bellet i Wyts de la Bouchardrie (1772-1834), que es va casar en terceres noces amb Maria Dolors Garcia i de Burgos, filla d'Antonio García Conde, governador militar de Tortosa. Fou succeït pel seu fill Antoni de Pàdua de Bellet i Garcia (1824-1896), i aquest pel seu fill Ignasi de Bellet i de Saavedra (1860-1934), que morí sense descendència. Aleshores, el palau passà a mans de Damià d'Oriol i Amigo de Íbero (1889-1968), marquès de Santa Coloma i net de Josep Antoni d'Oriol i Salvador, germà de la segona esposa de Baltasar de Bellet.
El 1969, després de la seva mort, va ser adquirit per la Diputació de Tarragona, que a partir del 1971 el va restaurar, afegint-hi nombrosos elements i motius arquitectònics del palau Purroy, que es trobava al carrer dels Mercaders i va ser enderrocat.

## Descripció
L'edifici, reformat als dècada del 1990, ha tingut diversos usos, incloent-hi l'Escola d'Arts i Oficis de la Diputació de Tarragona. Es troba organitzat al voltant d'un pati central, al qual s'accedeix a través d'un vestíbul. L'interior es troba força reformat respecte a l'estructura gòtica original. Es conserva l'arcada que obre l'escala al pati, d'arcs apuntats sostinguts per esveltes columnes de capitells amb motius vegetals i, a la base, escuts treballats en relleu referits a la Generalitat, entre d'altres. Uns arcs tapiats al mur esquerre palesen la comunicació que antigament devia existir amb el veí Palau Despuig.
La façana presenta tres nivells: el de planta baixa i l'entresòl, de carreus de pedra en estat original, amb portal adovellat de mig punt, tres finestres amb esplandit i emmarcaments motllurats amb culs de llàntia; el nivell principal, amb carreus més petits i força restaurats, i tres finestrals allindanats moderns oberts; i el nivell de les golfes, separat per una senzilla motllura horitzontal i de mur arrebossat, on s'obre una arcada de finestres d'arc escarser separades per petites motllures classicistes. El ràfec és de fusta, sobre caps de biga treballats amb senzilles motllures.